# Plexechinus cinctus
Plexechinus cinctus is een zee-egel uit de familie Plexechinidae.
De wetenschappelijke naam van de soort werd in 1898 gepubliceerd door Alexander Agassiz.